# Ordem da Bandeira de Guerra
A Ordem da Bandeira de Guerra (em servo-croata:  Orden ratne zastave / Орден ратне заставе, em macedônio/macedónio:  Орден на военото знаме, em esloveno:  Red vojne zastave) foi uma ordem militar de honra e a 7ª mais alta condecoração estatal da República Socialista Federativa da Iugoslávia (RFSI), da República Federal da Iugoslávia e Sérvia e Montenegro. Foi concedido a comandantes militares que demonstraram coragem pessoal ou auto-sacrifício durante a guerra.

## História
A Ordem da Bandeira de Guerra Foi fundada pela Presidência da Assembleia Popular em 29 de dezembro de 1951, com uma classe. Depois disso, foi anunciado um concurso público para o design da insígnia. Os resultados do concurso foram publicados na Politika em 27 de agosto de 1953, e o vencedor foi Grigorij Samojlov, um arquiteto de Belgrado. Desde a sua criação em 1951 até 1984, houve 209 destinatários da ordem; 204 eram cidadãos iugoslavos e os cinco restantes eram generais soviéticos (que foram todos condecorados em 1964). 
Em 1998, a República Federal da Iugoslávia adoptou uma nova Lei sobre Condecorações que manteve a maioria das condecorações da Jugoslávia Socialista, com algumas adições.   A Ordem da Bandeira de Guerra foi mantida, mas agora tinha três classes. A inscrição no distintivo foi ligeiramente alterada, agora dizia "За слободу и независност отаџбине" (Pela liberdade e independência da pátria). 
| Barreta (1951-1992)                        | Barreta (1951-1992)                    | Barreta (1951-1992)                    |
| ------------------------------------------ | -------------------------------------- | -------------------------------------- |
| Ordem da Bandeira de Guerra (classe única) |                                        |                                        |
| Barreta (1998-2006)                        |                                        |                                        |
| Ordem da Bandeira de Guerra, 1ª Classe     | Ordem da Bandeira de Guerra, 2ª Classe | Ordem da Bandeira de Guerra, 3ª Classe |

## Destinatários

### Iugoslávia Socialista
- Petar Gračanin [5]

### República Federal da Iugoslávia
- Vladimir Lazarević (1ª Classe) [6] [7]
- Brigada de Guardas (1ª Classe) [8]
- 72ª Brigada de Operações Especiais (1ª classe) [9]